# Shopping centers no Brasil

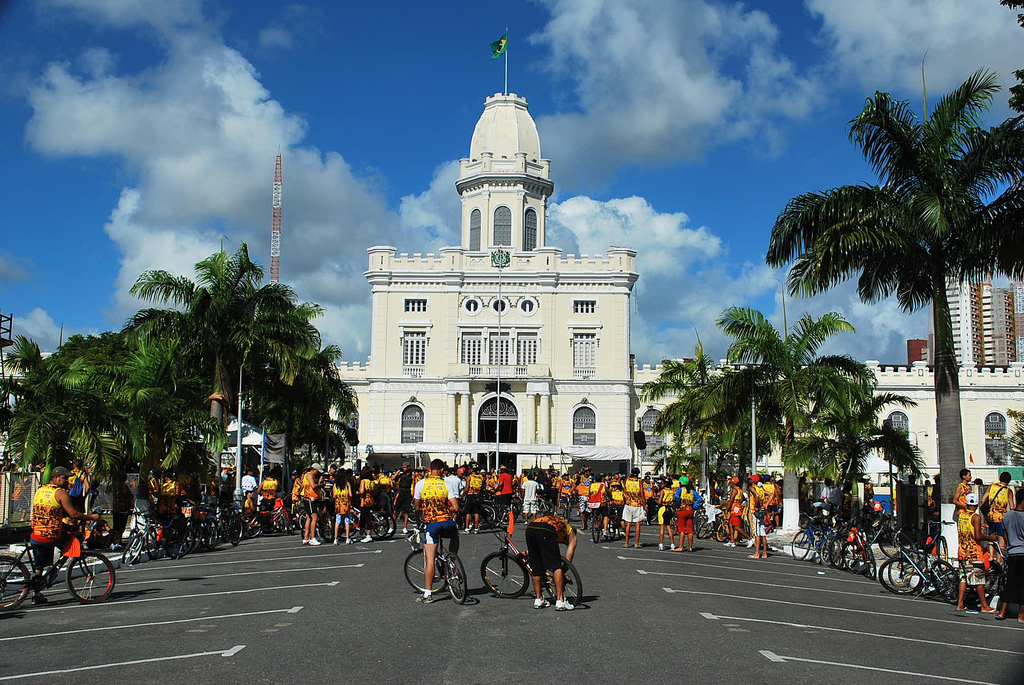
O antigo Mercado Modelo Coelho Cintra (Derby Centro Comercial), no Recife, é tido como o primeiro "shopping center" do Brasil.

A história dos centros comerciais no Brasil se inicia com a inauguração, em 7 de setembro de 1899 na cidade do Recife, do Mercado Modelo Coelho Cintra, concebido e construído pelo empreendedor Delmiro Gouveia.
De acordo com a Associação Brasileira de Shopping Centers (Abrasce), atualmente existem 639 centros comerciais no país, que juntos, faturam cerca de 195 bilhões de reais, recebem mensalmente 462 milhões de visitantes e empregam mais de 1 milhão de pessoas. Os empreendimentos também reúnem mais de 121 mil lojas e 15 mil quiosques, além de cerca de 90% das salas de cinema do país.
| Tipos           | Censo – 2004 | Censo – 2005 | Censo – 2010 |
| Tipos           | Quantidade   | Quantidade   | Quantidade   |
| --------------- | ------------ | ------------ | ------------ |
| Tradicionais    | 420 (72,80%) | 436 (72,75%) | 553 (72,19%) |
| Temáticos       | 44 (7.3%)    | 53 (8.82%)   | 83 (10.83%)  |
| Outlets         | 12 (12,02%)  | 10 (1,66%)   | 0 (0%)       |
| Atacado         | 24 (4,15%)   | 24 (3,99%)   | 45 (5,87%)   |
| Rotativos       | 77 (13,34%)  | 78 (12,98%)  | 85 (11,09%)  |
| Total no Brasil | 577 (100)%   | 601 (100)%   | 766 (100)%   |

## Os 15 maiores centros comerciais do Brasil por área bruta locável (ABL)

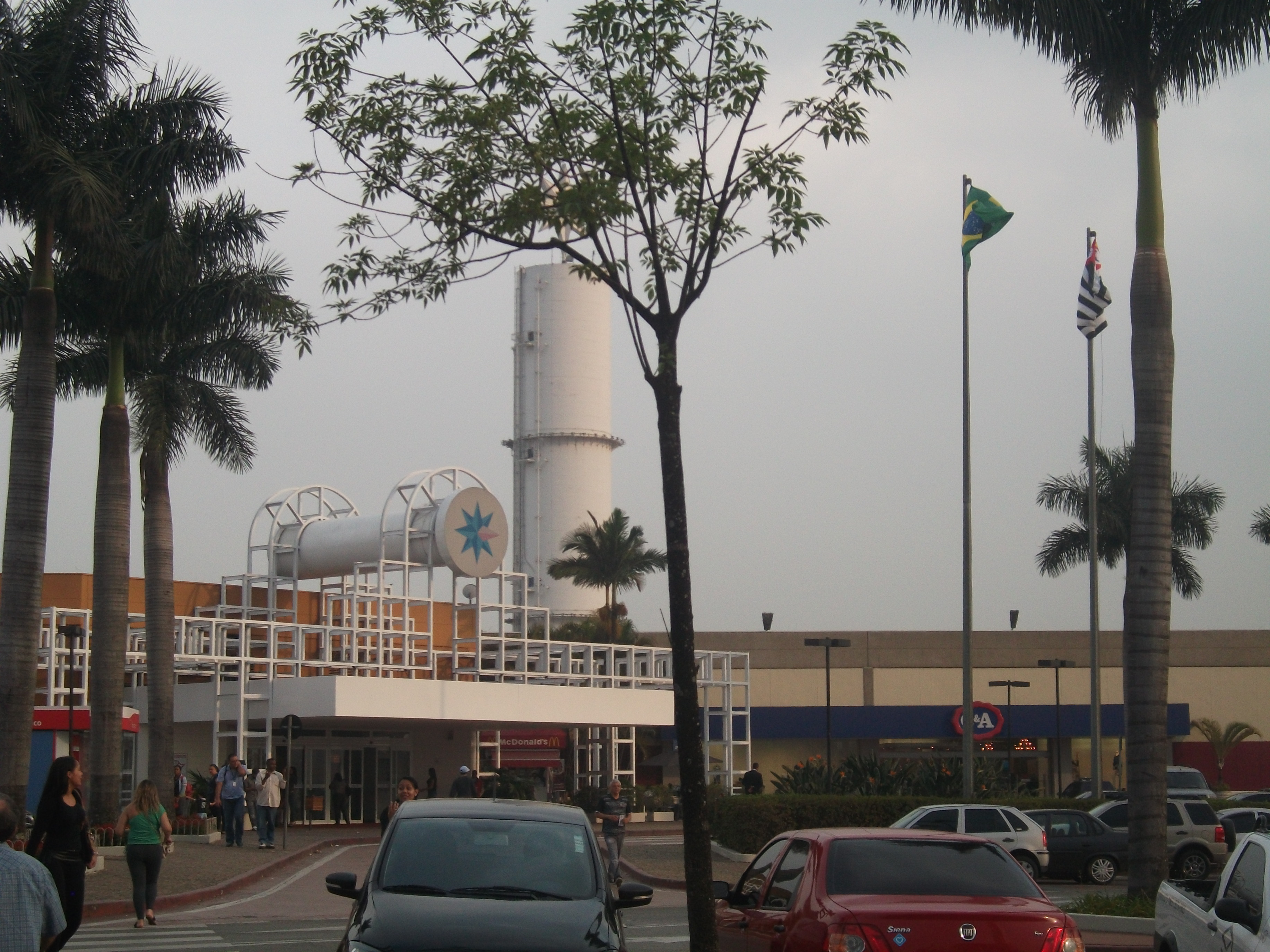
O Shopping Leste Aricanduva, em São Paulo, é o maior centro de compras do Brasil e da América Latina.

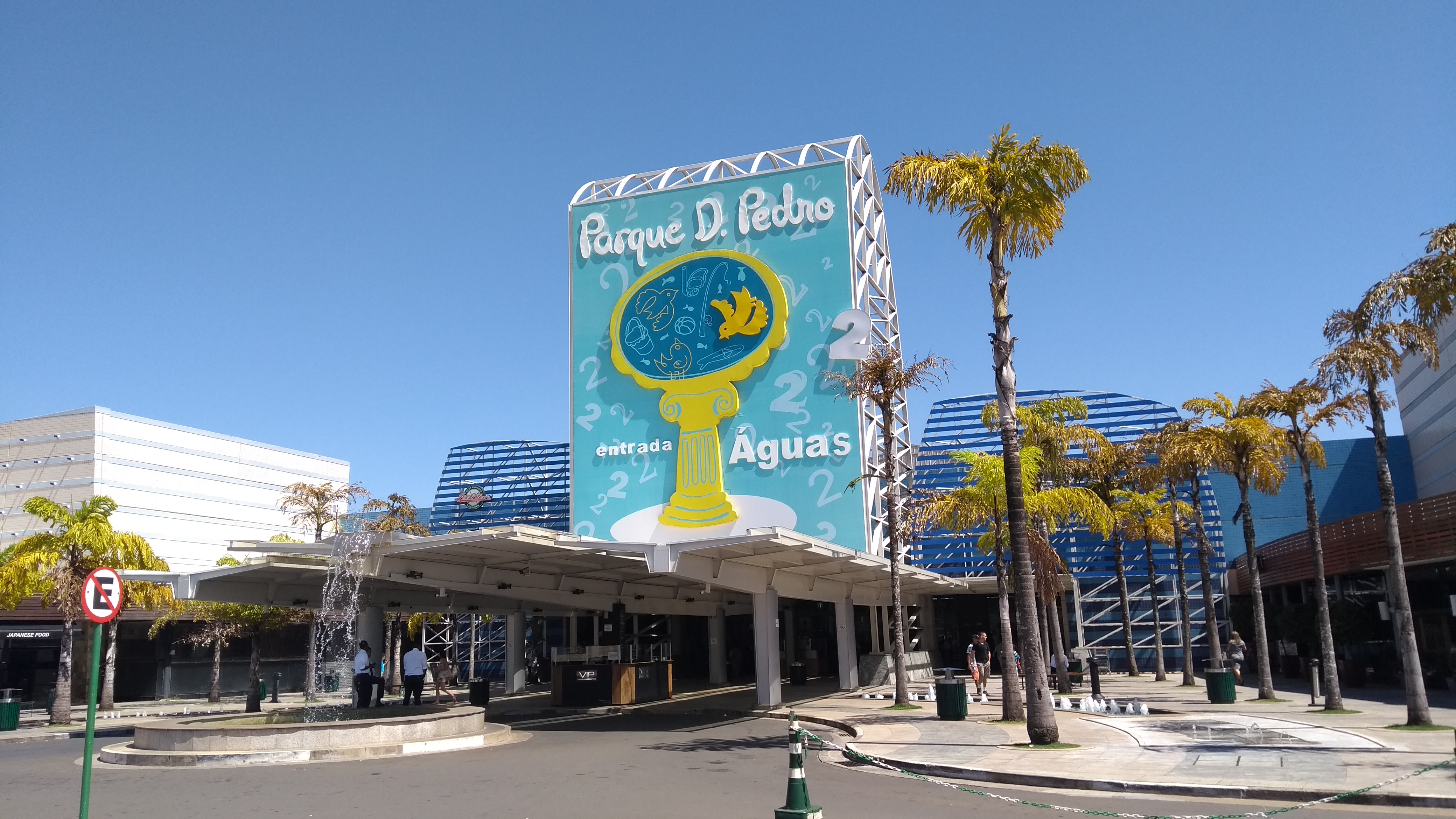
O Parque Dom Pedro Shopping, em Campinas, é o quarto maior shopping center do Brasil.

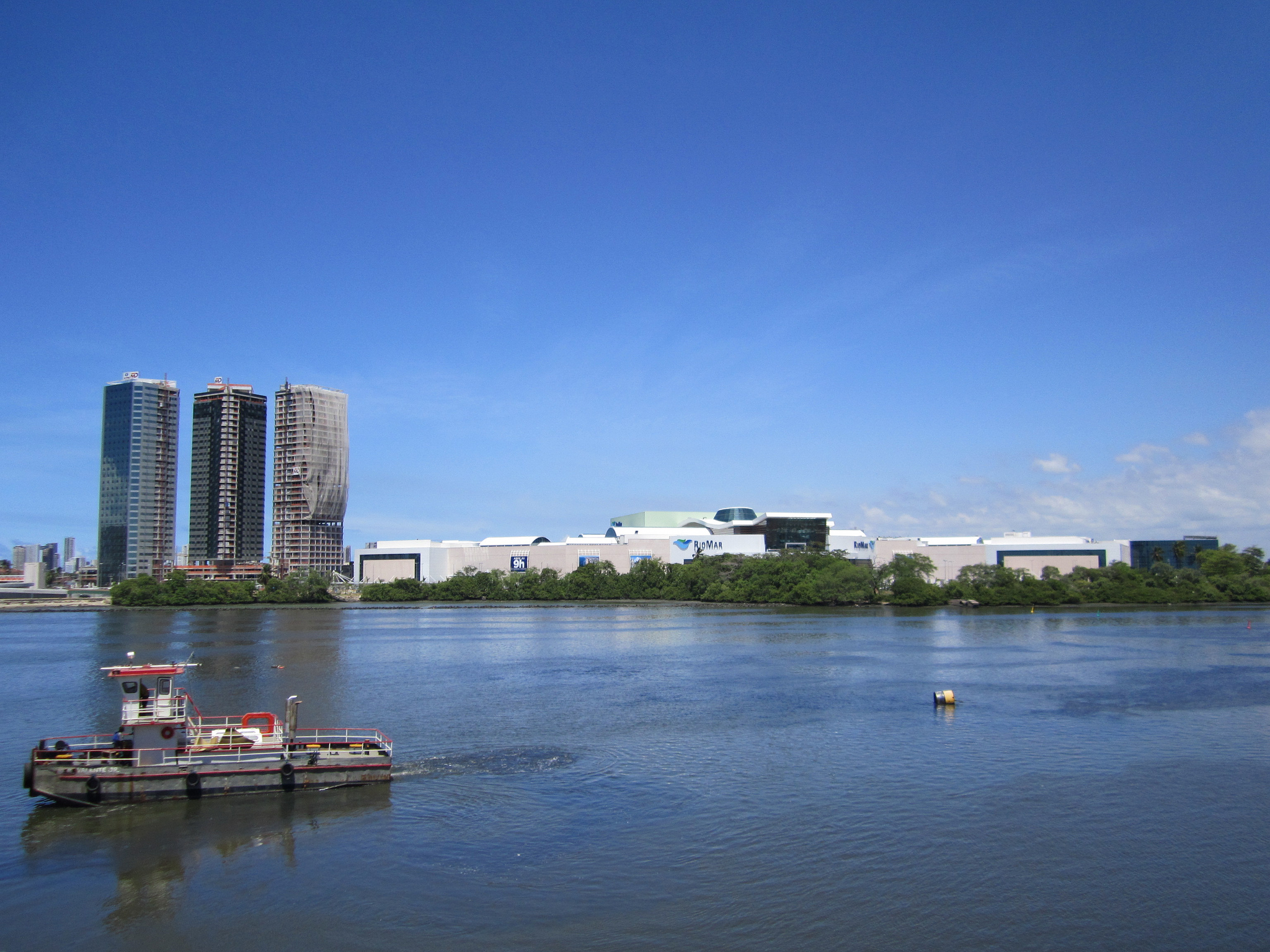
O RioMar Recife é o 5º maior centro comercial do Brasil.

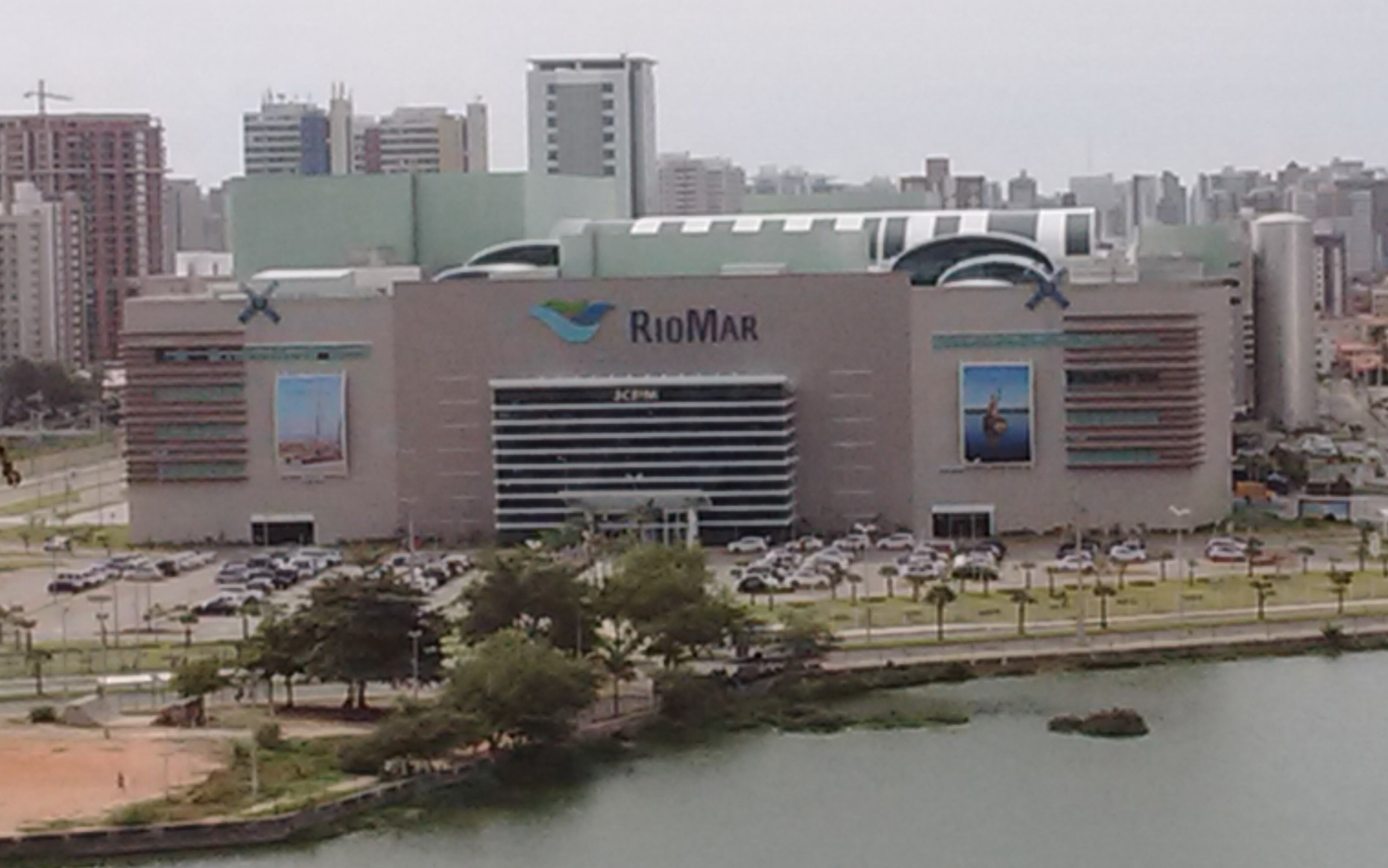
O RioMar Fortaleza é 7º maior shopping do Brasil.

Os quinze maiores centros de compras do Brasil, segundo o principal critério de ranqueamento, a Área Bruta Locável (ABL):
| Posição | Centro de compras                   | ABL (m²) | Cidade         | Estado         |
| ------- | ----------------------------------- | -------- | -------------- | -------------- |
| 1       | Shopping Leste Aricanduva           | 248.701  | São Paulo      | São Paulo      |
| 2       | Shopping Interlagos                 | 145.000  | São Paulo      | São Paulo      |
| 3       | Novo Shopping Center Ribeirão Preto | 127.000  | Ribeirão Preto | São Paulo      |
| 4       | Parque Dom Pedro Shopping           | 124.000  | Campinas       | São Paulo      |
| 5       | RioMar Recife                       | 101.000  | Recife         | Pernambuco     |
| 6       | Shopping União                      | 97.000   | Osasco         | São Paulo      |
| 7       | RioMar Fortaleza                    | 93.000   | Fortaleza      | Ceará          |
| 8       | Iguatemi Fortaleza                  | 92.000   | Fortaleza      | Ceará          |
| 9       | Shopping Recife                     | 90.791   | Recife         | Pernambuco     |
| 10      | Shopping SP Market                  | 85.529   | São Paulo      | São Paulo      |
| 11      | Manaíra Shopping                    | 84.908   | João Pessoa    | Paraíba        |
| 12      | Salvador Shopping                   | 84.300   | Salvador       | Bahia          |
| 13      | Catuaí Shopping Londrina            | 81.700   | Londrina       | Paraná         |
| 14      | BarraShopping                       | 78.213   | Rio de Janeiro | Rio de Janeiro |
| 15      | NorteShopping                       | 77.908   | Rio de Janeiro | Rio de Janeiro |

## Ranking das unidades federativas brasileiras
| Posição | Unidade federativa  | Número de shoppings em 2024 | ABL (m²) em 2021 |
| ------- | ------------------- | --------------------------- | ---------------- |
| 1       | São Paulo           | 193                         | 5.764.933        |
| 2       | Rio de Janeiro      | 71                          | 1.948.106        |
| 3       | Minas Gerais        | 48                          | 1.233.515        |
| 4       | Paraná              | 40                          | 946.414          |
| 5       | Rio Grande do Sul   | 40                          | 892.977          |
| 6       | Pernambuco          | 21                          | 673.058          |
| 7       | Goiás               | 32                          | 655.449          |
| 8       | Bahia               | 23                          | 649.659          |
| 9       | Santa Catarina      | 27                          | 638.090          |
| 10      | Ceará               | 22                          | 589.902          |
| 11      | Distrito Federal    | 23                          | 465.186          |
| 12      | Pará                | 10                          | 340.535          |
| 13      | Espírito Santo      | 12                          | 320.608          |
| 14      | Amazonas            | 11                          | 311.206          |
| 15      | Maranhão            | 11                          | 280.128          |
| 16      | Paraíba             | 9                           | 261.911          |
| 17      | Mato Grosso         | 8                           | 225.139          |
| 18      | Rio Grande do Norte | 8                           | 186.259          |
| 19      | Sergipe             | 5                           | 164.800          |
| 20      | Mato Grosso do Sul  | 6                           | 158.593          |
| 21      | Alagoas             | 5                           | 153.150          |
| 22      | Piauí               | 5                           | 147.796          |
| 23      | Tocantins           | 3                           | 58.051           |
| 24      | Amapá               | 2                           | 50.437           |
| 25      | Rondônia            | 1                           | 43.652           |
| 26      | Roraima             | 2                           | 39.517           |
| 27      | Acre                | 1                           | 28.576           |
| Brasil  | Brasil              | 639                         | 8 290 037        |